# Bogdan Tanjević
Bogdan Tanjević (Pljevlja, 13. veljače 1947.) bivši je košarkaš, danas košarkaški trener, rođenjem Crnogorac. Poslije je imao nekoliko državljanstava: talijansko, bosanskohercegovačko i tursko.
Igrao za OKK Beograd.
Prvo je radio kao trener u sarajevskoj Bosni 1971. Iste sezone doveo ju je u Prvu ligu. Sedam godina poslije osvojio je prvenstvo, zatim Kup europskih prvaka te ponovno državno prvenstvo. 
Radio je i kao izbornik. Vodio je jugoslavensku juniorsku i seniorsku reprezentaciju. Poslije je radio u Italiji, u Caserti, Trstu i Milanu. Krajem 1990-ih je radio u Limogesu i kao talijanski izbornik. Zatim je vodio podgoričku Budućnost s kojom je osvojio kup. Potom se je vratio u Francusku, gdje je radio u Villeurbanneu, s kojim je postao prvak. Nakon toga je radio u Italiji u Bologni, a onda je otišao u Tursku, gdje je vodio reprezentaciju i Fenerbahçe.

## Karijera

### Klubovi
- KK Bosna 1971. – 1980.
- Juvecaserta Basket 1982. – 1986.
- Palacanestro Trieste 1986. – 1994.
- Stefanel 1994. – 1996.
- CSP Limoges 1996. – 1997.
- KK Budućnost 2000. – 2001.
- ASVEL Villurbanne 2001. – 2002.
- Virtus Bologna 2002.
- Fenerbahçe Ülker 2007. – 2011.

### Reprezentacije
- jugoslavenska juniorska košarkaška reprezentacija (zlato 1974. na EP-u)
- Jugoslavija (pomoćni trener) 1977. – 1981.
- Jugoslavija 1981.
- Italija 1997. – 2000.
- Turska 2004. – 2010.

## Trofeji
Sa sarajevskom Bosnom je osvojio Kup europskih prvaka 1979., nakon što je 1978. s istim klubom osvojio prvenstvo Jugoslavije. 1980. je ponovno to uspio, no nije obranio naslov europskog prvaka. S podgoričkom Budućnosti osvojio je prvenstvo i kup srbijansko-crnogorske države 2001. U Italiji je za njega bila uspješna 1996. kad je osvojio prvenstvo i kup s milanskim Stefanelom. U Francuskoj je osvojio prvenstvo 2002.
Kao izbornik Jugoslavije osvojio je srebro na EP 1981., a s juniorima zlato 1974. S Italijom je osvojio zlato 1999. 
Peterostruki je finalist Kupa Radivoja Koraća, koji nikad nije uspio osvojiti.

## Vanjske poveznice
- Intervju s Bogdanom Tanjevićem, serijal "Oni pobjeđuju", Al Jazeera Balkans, 11. travnja 2023.